# Mikel Azcona
Mikel Azcona Troyas (Arrigorriaga, 25 juni 1996) is een Spaans autocoureur.

## Carrière
Azcona begon zijn autosportcarrière in 2006 in het karting op zevenjarige leeftijd. Hij nam vooral deel aan Spaanse kampioenschappen, waarbij 2009 zijn beste seizoen was met een tweede plaats in de Cadet-klasse in zowel het nationaal kampioenschap als de Karting Series XXI. In 2012 maakte hij vanuit het karting de overstap naar de toerwagens en won de derde klasse van de Spaanse Renault Clio Cup. In 2013 won hij deze klasse opnieuw en debuteerde hij in het hoofdkampioenschap van de Spaanse Renault Clio Cup, waar hij een race won op het Motorland Aragón.
In 2014 werd Azcona vijfde in de Spaanse Renault Clio Cup. Daarnaast nam hij voor het eerst deel aan een internationaal kampioenschap, de Eurocup Clio. Hij won hier twee races op het Circuit Paul Ricard en het Circuito Permanente de Jerez en werd zo achter Oscar Nogués tweede in de eindstand met 121 punten. Ook reed hij mee tijdens het raceweekend op het Circuito de Navarra in de MW-V6 Pickup Series en behaalde hierin twee podiumplaatsen.
In 2015 kwam Azcona uit in zowel de Spaanse Renault Clio Cup als de Seat Leon Eurocup. In het Spaanse kampioenschap werd hij tweede in de eindstand met 265 punten. In de Eurocup, waar hij aan deelnam met het team PCR Sport, won hij de openingsrace op het Circuit Paul Ricard en stond hij in het restant van het seizoen nog driemaal op het podium. Met 66 punten werd hij achter Pol Rosell en Stian Paulsen derde in het klassement.
In 2016 keerde Azcona terug in de Seat Leon Eurocup bij PCR. Hij won vier races op het Autódromo do Estoril, het Circuit Mugello, de Nürburgring en het Circuit de Barcelona-Catalunya. Met 226 punten eindigde hij achter Niels Langeveld als tweede in het kampioenschap. Daarnaast reed hij in twee raceweekenden van de Spaanse Renault Clio Cup op het Circuito de Navarra en het Circuit Ricardo Tormo Valencia en wist in beide weekenden een race te winnen.
In 2017 maakte Azcona de overstap naar de Audi Sport TT Cup. Hij won zes races op de Norisring (tweemaal), het Circuit Zandvoort, de Nürburgring (tweemaal) en de Hockenheimring. Vanwege uitvalbeurten en een aantal mindere resultaten in andere races werd hij desondanks geen kampioen en eindigde hij achter Philip Ellis als tweede met 235 punten.
In 2018 stapte Azcona over naar de nieuwe TCR Europe Series, waarin hij terugkeerde bij het team PCR Sport. Hierin reed hij in een CUPRA León TCR. Hij won slechts een race op het Circuit Zandvoort en stond in vier andere races op het podium. Vanwege zijn constante resultaten in de andere races werd hij wel kampioen in de klasse met 181 punten.
In 2019 maakte Azcona de overstap naar de World Touring Car Cup, waarin hij voor het team PWR Racing uitkwam in een CUPRA León TCR. Al in zijn eerste raceweekend op het Stratencircuit Marrakesh behaalde hij zijn eerste podiumfinish met een derde plaats in de laatste race.